# 김홍복
김홍복(金洪福, 1953년 4월 15일 ~ )은 대한민국의 정치인이다. 
민주당 소속으로 민선 5기 제26대 인천광역시 중구청장(제26대)을 지냈다(역대 당속 전력: 무소속 → 새천년민주당 → 무소속 → 통합민주당(민주당) → 민주당(민주통합당) → 무소속).

## 생애
인천광역시 중구 운서동(당시 부천군)에서 태어났다. 1980년 군 제대후 고향에 정착하면서 축산업과 화물업을 하였고 '영종용유애향회' 조직을 만들었다. 1991년 중구기초의회 초대의원이 되었고, 1994년 인천 중구농협 조합장에 취임한 후 16년 여간 재직하였다. 2010년 민선 5기 지방선거에서 인천광역시 중구청장에 당선되었다.

## 범죄전력
- 건축법위반: 벌금 2,000,000원 - 1996년 12월 11일 선고[2]

### 공갈
2012년 6월 7일 특정경제범죄가중처벌등에관한법률위반(공갈) 혐의로 징역 2년 6월을 선고받았다.
2011년 11월 4일 김홍복 구청장은 토지구획사업 조합에 준공 허가를 빌미로 압력을 행사해 직권남용으로 구속되었고 10개월 뒤인 2012년 9월 13일 대법원에서 특정경제범죄가중처벌등에관한법률상 공갈혐의로 2년 6개월 실형이 확정되어 구청장직을 상실했다.

### 조직폭력배 동원해 피해자 협박하여 강제 합의
2012년 2월 22일 현직 인천광역시 중구청장이던 김홍복은 토지구획정리조합장 ㄱ◯◯을 협박하여 13억원 지급 채무증서를 갈취한 혐의로 구속 기소된 사건으로 징역 3년을 선고받았다. 이에 2012년 3월에서 4월 경 김홍복은 동생인 B◯◯ 및 B◯◯의 초등학교 동창인 건설회사 영업이사 C◯◯를 통해 주안식구파 행동대장 D◯◯(C◯◯의 처남) 및 꼴망파 조직원 E◯◯ 등에게 사례금 3,000만원 및 중구청 발주 건설공사 이권을 약속하며 ㄱ◯◯을 협박하여 강제로 합의서를 받아내도록 사주하였다. 사주를 받은 D◯◯, E◯◯, 고철판매업자 F◯◯는 ㄱ◯◯을 찾아가 ㄱ◯◯의 자녀에 대한 가해를 언급하며 협박하여 강제로 합의서를 받아냈다. 이후 김홍복은 받아낸 합의서를 공갈사건 항소심 재판부에 제출하였고, 주안식구파 행동대장 D◯◯는 합의서 작성 경위를 증언하고자 법정에 출석한 ㄱ◯◯을 찾아가 겁을 주고 법정 방청석에 앉아 지켜보며 ㄱ◯◯로 하여금 '자발적인 의사로 합의된 것'이라는 취지로 허위 증언하도록 하였다. 이로써 김홍복은 항소심에서 2심과 달리 징역 2년 6월이 선고되어 형을 6개월 감형받았다.
2015년 8월 21일 김홍복은 폭력행위등처벌에관한법률위반(공동강요) 죄로 징역 10월, 집행유예 3년을 선고받았다.

## 경력
- 1991.04 ~ 1995.06 인천광역시 중구의회 초대의원
- 1993 ~ 1995 인천광역시 중구의회 공직자윤리위원회 위원
- 1994.05 ~ 2010.03 제3,4,5,6,대 인천 중구농협 조합장
- 1996 ~ 2006 중구토지평가위원 역임
- 2004 ~ 2007 농민신문사 이사
- 농협중앙회 대의원
- 민주평화통일자문회의 정책자문위원
- 광운대학교 행정학과 전임강사
- 수원대학교 경영학과 겸임교수
- 2010.07.01 ~ 2012.09.13 민선 5기 제26대 인천광역시 중구청장

## 학력
- 1966년 인천운서국민학교 졸업
- 1969년 인천 송도중학교 졸업
- 1972년 서울 영등포공업고등학교 졸업
- 1989년 5년제 한국방송통신대학교 경제학과 학사
- 1996년 4년제 협성대학교 도시행정학과 학사
- 2002년 인하대학교 경영대학원 경영학 석사
- 2006년 인하대학교 경영대학원 경영학 박사과정 수료

## 역대 선거 결과
|  | 40.96% |

|  | 42.41% |